# グッド・スポーツ (アルバム)
『グッド・スポーツ』 (GOOD SPORT) は日本のミュージシャン、細野晴臣の15作目のオリジナルアルバム。

## 概要
- ユニバーシアード 95年福岡大会のために制作された式典音楽のリミックス盤。
- 細野の所属事務所、プライベートレーベル「ミディアム」から発売された。
- ほとんどの楽曲は細野晴臣作曲だが、数曲はコシミハルとの共作となっている。
- 細野はシンセサイザー、プログラミングを担当しているが、木本靖夫もプログラミングとして参加している。
- 一時期は「タワーレコード」のみでの扱いとなっていたが、現在は廃盤状態である。

## 曲目
- 全作曲:細野晴臣（特記以外）

1. グッド・スポーツ・ミックス(GOOD SPORT MIX)
2. ファンファーレ(FANFARE)
  - 作曲:細野晴臣、コシミハル
3. 聖火ランナー(SACRED RUNNER)
4. 二十世紀の夜明け(FIN DE SIÈCLE)
5. ノスタルジア(NOSTALGIA)
6. トロイ 〜ビデオマン(TROY 〜THE VIDEOMAN)
7. トーチ・ミュージック (TORCH MUSIC)
8. 新しい子供達(NEWAGE CHILDREN)
9. 光る風〜竹林の波(BAMBOO WAVE)
10. コラージュ・オブ・ライフ(A COLLAGE OF LIFE)
  - 作曲:細野晴臣、コシミハル